# Thriller Pictures Library
Thriller Picture Library est une revue britannique de comics parue de novembre 1951 à mai 1963. Elle a publié 450 numéros, dont une douzaine sont consacrés à des aventures de pirates.

## Contexte
Amalgamated Press, renommé en 1959 Fleetway Publications, du nom de la rue où siégeaient les différents journaux du groupe, est l'un des précurseurs de la BD en Grande-Bretagne avec Comic Cuts (1890). Bien des années plus tard Thriller Picture Library est l'une des revues fleurons du groupe.
Son petit format et ses 64 pages en font dès le départ un standard original qui s'impose assez largement par la suite. Chaque numéro est consacré à un seul personnage, à de très rares exceptions près.

## Publications

### Captain Blood
4 numéros (50/84/145/168) furent consacrés aux aventures du fameux docteur, pirate malgré lui.

### Captain Flame (Australie)
Le rationnement de papier au Royaume-Uni dans l'immédiate après-guerre dura suffisamment longtemps pour inciter l'éditeur à développer une filiale en Australie. C'est dans ce cadre que furent créées des séries telles Buck Jones, Kit Carson qui revinrent ensuite vers Londres et repassèrent la Manche dans des versions françaises notamment chez Impéria.

Dans ces créations australiennes, il y eut Captain Flame. Toutefois les aventures de ce numéro unique ne furent jamais reprises en Grande-Bretagne.
- #1 (août 1949)

Couverture : W. Bryce-Hamilton
1. Captain Flame (Dessins : Eric Parker / Scénario : Leonard Matthews)
2. Captain Flame Joins the Navy (Dessins : Eric Parker / Scénario : Percy Clarke)
3. Captain Flame & the Lady from the Sea (Dessins : Eric Parker / Scénario : Percy Clarke)

### Captain Flame
- #13 (mai 1952)

Cette histoire est signée Leonard Matthews (scénario) et Septimus Edwin Scott (dessins). Elle a initialement paru dans  Knock Out, hebdomadaire du même groupe, du #506 (6 novembre 1948) au #524 (12 mars 1949).
- #28 (décembre 1952)

Si la revue porte le titre de The Return of Captain Flame, deux histoires composent ce numéro :

The Return of Captain Flame
Captain Flame Sails Again
Ces deux récits avaient d'abord également paru dans Knock Out, respectivement du #525 (19 mars 1949) au #535 (28 mai 1949) et du #585 (13 mai 1950) au #591 (24 juin 1950).
On retrouve les mêmes auteurs avec toutefois l'adjonction de Reg Bunn qui a retouché certains dessins. En effet, le format de Knock Out était plus grand que celui de Thriller Comics et cela a nécessité un remontage des planches et quelques modifications de dessins.

### Captain Kidd
Ce Captain Kidd là n'a pas grand chose à voir avec le vrai William Kidd pendu en 1701 par les Anglais. Dans cette version, il devient davantage corsaire, quoique sans lettre de marque, et combat les Espagnols et d'autres pirates.
- #96 Captain Kidd Buccaneer (août 1955)

Il s'agit de la traduction de la bande dessinée de Lucien Nortier (dessins) et Jean Ollivier (scénario) parue initialement dans Vaillant en 1948 sous le titre de Capitaine Cormoran et qui en franchissant la Manche change de nom. La couverture est due à Reginald C. Webb qui utilise le pseudo de Heade.
- #105 Captain Kidd and the Spanish Main (novembre 1955)

Couverture : Reginald C. Webb / Dessins : Reg Bunn / Scénariste inconnu
Cette histoire est sans doute celle qui a paru deux fois en France, d'abord dans Totem (#5 -1956) puis dans Pirates (#31 -1968)

### L'île au Trésor
Le #3 adapte le célèbre roman de Robert Louis Stevenson.

### Romans de Rafael Sabatini
Outre Captain Blood (voir supra), d'autres romans de Rafael Sabatini furent adaptés dans cette collection.
- #61 The Black Swan

Par rapport à ses romans les plus connus comme L'Aigle des mers (1915), Scaramouche (1921) ou Le Capitaine Blood (1922), Le Cygne Noir est un roman assez tardif (1932) dans la carrière de l'auteur anglo-italien. Ouvrage mineur dans une œuvre abondante, il doit surtout sa renommée au film qui en fut tiré par Henry King avec Maureen O'Hara et Tyrone Power, Le Cygne noir (1942).

Couverture : Reginald C. Webb sous le pseudo de Heade / Dessinateur : Robert Forrest / Adaptateur inconnu.
- #108 The Sea Hawk

Premier gros succès de Sabatini et gros succès également pour le film de Michael Curtiz avec Errol Flynn et Claude Rains, L'Aigle des mers (1940). Seul problème, si ces deux œuvres portent bien le même titre, elles n'ont absolument rien à voir.

En fait, à la suite du succès du Capitaine Blood (1935), il fut immédiatement question de reformer la même équipe pour une autre film du même genre. Il avait donc été envisagé de reprendre un roman de Sabatini. L'Aigle des Mers (1915) était l'un des plus connus et sa seule version cinématographique datait du cinéma muet (1923). Malheureusement le projet fut décalé et aboutit 5 ans plus tard avec une histoire (et des auteurs) complètement différents.

Couverture : Septimus Scott / Dessinateur : Robert Forrest / Adaptateur : Joan Whitford sous le pseudo de Barry Ford.

### Autres
- #56 To Sweep the Spanish Main

Adaptation d'un roman pour enfants de 1930 de l'amiral britannique Edward Evans (1880-1957). D'après David Ashford et Steve Holland, c'est Draycott M. Dell qui aurait tenu la plume au nom de l'amiral !

Couverture : Septimus Scott / Dessinateur : T. Heath Robinson / Adaptateur inconnu.
- #66 Rogue's Moon

Couverture : Septimus Scott / Dessinateur : Philip Mendoza / Adaptateur inconnu, d'après le roman de Robert W. Chambers paru en 1928.